# Алерс, Мария
Мария «Риа» Алерс (нидерл. Maria "Ria" Ahlers; 20 июля 1954, Гронинген, Нидерланды) — голландская прыгунья в высоту. Участница двух летних Олимпийских игр.

## Спортивная биография
В 1972 году Алерс дебютировала на летних Олимпийских играх. В соревнованиях прыгуний в высоту голландская спортсменка пробилась в финал, но заняла там только 16-е место, прыгнув на 1,79 м.
В 1976 году Алерс приняла участие в летних Олимпийских играх в Монреале. В соревнованиях прыгуний в высоту голландская спортсменка пробилась в финал, но заняла там 12-е место, прыгнув на 1,84 м.